# Schindleria brevipinguis
Espèce
Statut de conservation UICN

 LC  : Préoccupation mineure
Schindleria brevipinguis est une espèce de poissons marins de la famille des Schindleriidae (ordre des Gobiiformes).

## Distribution
Découvert en 1979 au large de la côte australienne près d'une petite île, Lizard Island (en) (et endémique uniquement dans cette petite région), Schindleria brevipinguis a été inscrit en 2004 comme nouvelle espèce dans les archives du musée australien de Sydney. Il se rencontre entre 15 et 30 m de profondeur.

## Étymologie
Son nom d'espèce, du latin, brevis, « court », et pinguis, « gros », lui a été donné en référence à sa petite taille mais également la forme de son corps comparativement aux autres espèces du genre.

## Description
Schindleria brevipinguis mesure environ 7 mm pour les mâles et 8,4 mm pour les femelles ; ce qui en ferait le plus petit poisson du monde avec Paedocypris progenetica, et même l'un des plus petits vertébrés du monde (après la grenouille Paedophryne amauensis). Son corps est vermiforme et pourvu de très gros yeux en comparaison avec le reste du corps. Sa couleur est laiteuse, presque transparente, dépourvue de pigmentation. Il n'a ni dents ni écailles. Il est si léger qu'il en faudrait environ un million pour atteindre la masse d'un kilogramme[réf. souhaitée].

## Publication originale
- (en) Watson et Walker, « The World’s Smallest Vertebrate, Schindleria brevipinguis, a New Paedomorphic Species in the Family Schindleriidae (Perciformes: Gobioidei) », Records of the Australian Museum, 2004, vol. 56, p. 139–142  (ISSN 0067-1975), (lire en ligne).